# One of the Boys (album, Roger Daltrey)
One of the Boys je třetí sólové studiové album anglického zpěváka Rogera Daltreyho. Vydáno bylo v květnu roku 1977 společnostmi Polydor Records (UK) a MCA Records (USA). Nahráno bylo od konce roku 1976 do začátku roku 1977 ve studiích Ramport Studios v Londýně a Pathe Marconi Studios v Paříži. Jeho producenty byli Dave Courtney a Tony Meehan a dále se na albu podíleli John Entwistle a Keith Moon (Daltreyho spoluhráči z kapely The Who), Mick Ronson, Eric Clapton a řada dalších.

## Seznam skladeb
1. Parade – 3:41
2. Single Man's Dilemma – 3:03
3. Avenging Annie – 4:32
4. The Prisoner – 3:32
5. Leon – 4:47
6. One of the Boys – 2:45
7. Giddy – 4:47
8. Say It Ain't So, Joe – 4:16
9. Written on the Wind – 3:23
10. Satin and Lace – 4:06
11. Doing It All Again – 2:27

## Obsazení
- Roger Daltrey – zpěv, harmonika
- Rod Argent – klávesy
- Brian Odgers – baskytara
- John Entwistle – baskytara, zpěv
- Phil Kenzie – saxofon
- Jimmy Jewell – saxofon
- Stuart Tosh – bicí
- Alvin Lee – kytara
- Jimmy McCulloch – kytara
- Paul Keogh – kytara
- Hank Marvin – kytara
- Eric Clapton – kytara
- Mick Ronson – kytara
- Keith Moon – bicí
- Paul Korda – klavír
- Andy Fairweather-Low – doprovodné vokály
- John Perry – doprovodné vokály
- Tony Rivers – doprovodné vokály
- Stuart Calver – doprovodné vokály